# Zahrada Santoška
Zahrada Santoška se nachází na severní a severovýchodní straně Pavího vrchu. Její výměra je 5,64 hektaru v nadmořské výšce 200 až 266 m n. m.. Leží v městské části Praha 5, katastrálním území Smíchov, přístup je z ulice Nad Santoškou. Společně s venkovskou usedlostí Santoška je chráněna jako kulturní památka.

## Historie
Paví vrch pokrývaly ve středověku vinice, u kterých byla roku 1654 vybudována raně barokní usedlost. Tuto dostal kolem roku 1719 darem za právnické služby doktor František Vilém Sonntag, jemuž jí daroval kníže Adam František ze Schwarzenbergu. Právě po něm je Santoška nazvaná. Usedlosti se říkalo dříve Sontoška, posléze se to změnilo na Santoška.
Roku 1813 koupila usedlost rodina Daubků. Tato pozemky rozšířila přikoupením sousedních usedlostí Klavírka, Březinka a Václavka, které byly původně situovány v severní části dnešního parku. Daubkové také zahradu oddělili od okolí ohradní zdí a příkopem, které nechala ve 20. století odstranit smíchovská obec.

## Současnost

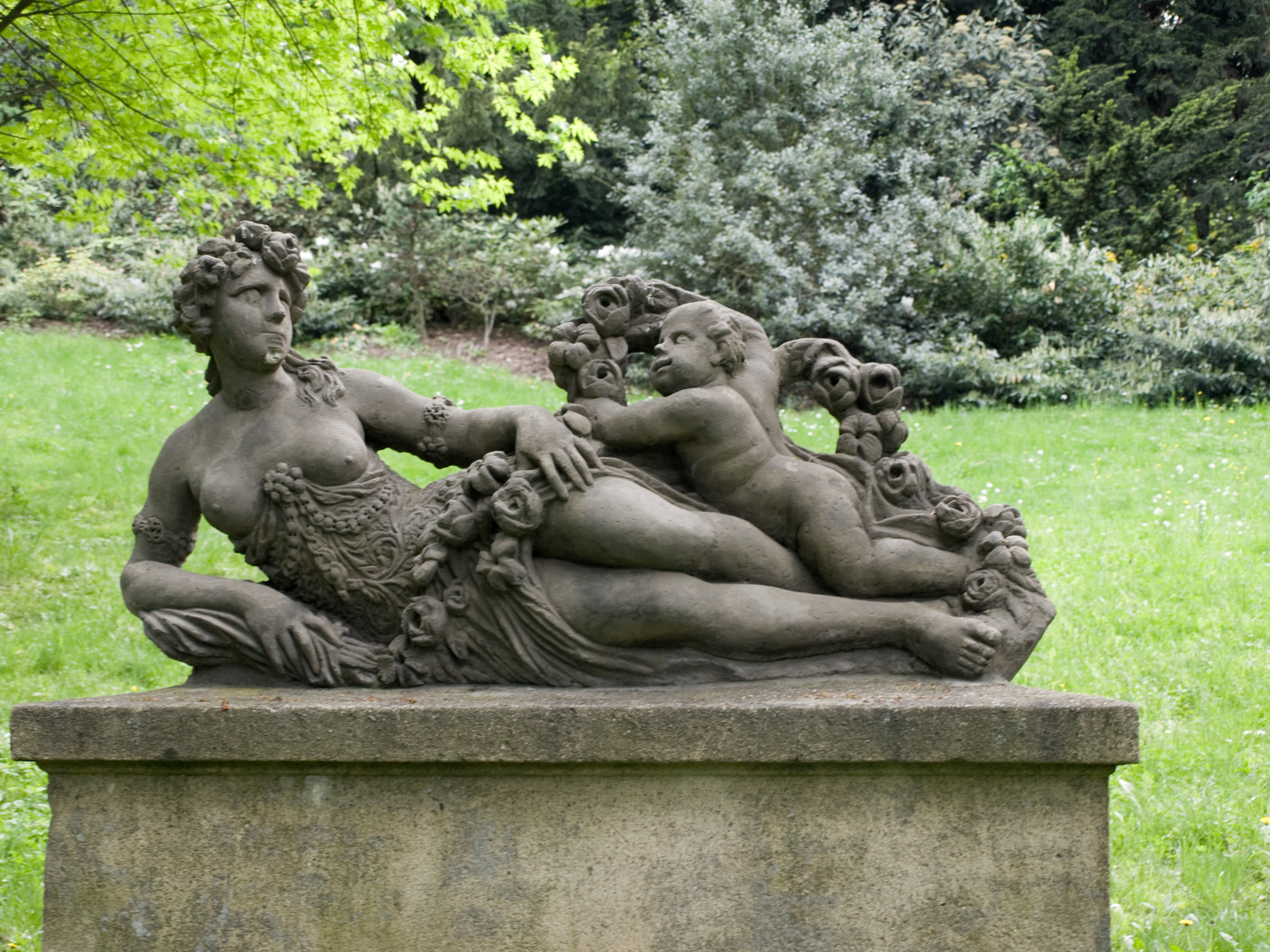
Pískovcová socha ležící bohyně Flory

Zahrada bývala vyzdobena barokními plastikami, které vytvořil Ignác František Platzer ve 2. polovině 18. století. Zůstaly z ní jen fragmenty – pískovcová socha ležící Flory a sousoší puttů na vstupní bráně do parku. V roce 1907 celý objekt zakoupila smíchovská obec, zahradu změnila na městský park a usedlost na restauraci.
V letech 1933 až 1935 byly provedeny první velké úpravy zahrady. Její severní část zabrala stavba církevního sboru a vodojemu a jižní hranici změnila komunikace Nad Santoškou. Její část byla přeměněna na dětské hřiště‎. Později byly zbourány správní budovy, restaurace byla přeměněna na učňovský domov a později se zde zřídila mateřská škola.
Zahrada je v mírně zvlněném terénu, s upravenými cestami, porostlá starými stromy jako platany, jasany, jírovce a jsou zde situovány i lavičky k odpočinku pro veřejnost. Ze Santošky od doby výstavby tunelu Mrázovka, který vede pod zahradou, vedou schody k silnici Radlická a odtud se dalo dostat přes most ke smíchovskému nádraží.. Železniční lávka byla zbořena v roce 2023.

## Zajímavost
Zajímavostí z roku 1768 je, že voda ze zdejší studny byla prodávána jako minerální a léčivá v lékárně U černého orla na Malé Straně‎.